# Sniff 'n' the Tears
Sniff 'n' the Tears es un grupo británico de rock conocido sobre todo por su canción Driver's Seat (El asiento del conductor), que fue un éxito de ventas en muchos países en 1978 (en Billboard Hot 100 de Estados Unidos fue número 15). En el Reino Unido no fue un éxito debido a un problema técnico con la planta de impresión de EMI, que hizo que el sencillo no estuviera disponible tras la aparición del grupo en el programa televisivo Top of the Pops y se quedara en el umbral de la lista de los 40 principales del UK Singles Chart. El fundador, dirigente del grupo y único miembro constante del mismo es su cantante y compositor, Paul Roberts. Es además pintor, y a él se deben todas las portadas del grupo.

## Etapa inicial y primeros éxitos (1973-1979)
Los primeros integrantes de Sniff 'n' The Tears hicieron actuaciones en Inglaterra como "Ashes of Moon" desde 1973. No fueron capaces de conseguir ningún contrato y Paul Roberts, el cantante y compositor del grupo, decidió disolverlo y se fue a vivir a Francia.
Unos años después Luigi Salvoni, el batería de "Ashes of Moon", escuchó algunas de las maquetas que Roberts había grabado hacia 1975. Percibió potencial comercial en ellas y contactó con Roberts para reflotar el grupo. Como consecuencia de esto Sniff 'n' The Tears apareció en 1977 con seis integrantes. Estos eran: Paul Roberts (cantante, guitarra acústica), Loz Netto (guitarra), Mick Dyche (guitarra), Chris Birkin (bajo), Alan Fealdman (teclados), y Luigi Salvoni (batería). Con estos integrantes se grabó el primer álbum, Fickle Heart, producido por Salvoni.
Aunque se grabó en 1978, el álbum estuvo sin publicar durante un año hasta que se encargó Chiswick Records. Entonces vino el éxito internacional del grupo con el sencillo "Driver's Seat" incluido en el álbum Fickle Heart', en 1979. Sin embargo, Sniff 'n' The Tears se rompió casi inmediatamente después de la salida del álbum; en cuestión de meses, Birkin, Fealdman y Salvoni abandonaron el grupo y tomaron otros caminos.
Nick South relevó al bajista y se convirtió en miembro permanente del grupo. Durante las giras se incorporaron el batería Paul Robinson y Keith Miller en los teclados. Este último había hecho el solo al sintetizador en "Driver's Seat".

## La década de los ochenta
Cuando grabaron el segundo álbum, The Game’s Up (Se acabó la partida) en 1980, los componentes del grupo eran Roberts, Netto, Dyche, South, y un músico nuevo a los teclados, Mike Taylor. No tenían un batería, y participaron varios baterías en la grabación del álbum. The Game's Up no proporcionó ningún gran éxito. Netto abandonó el grupo para emprender una carrera en solitario, llevándose a Dyche consigo. De la composición original solo quedaba Roberts, que no se rindió y añadió a Les Davidson y Jamie Lane como el nuevo guitarra y batería del grupo, respectivamente. Estos cinco (Roberts, Davidson, Lane, South and Taylor) grabaron dos álbumes: Love/Action (1981), y Ride Blue Divide (1982). Tampoco estos álbumes proporcionaron grandes éxitos. Chiswick Records abandonó al grupo, que se disolvió sin hacer ruido en 1983.
El cantante y compositor Paul Roberts grabó dos álbumes en solitario con Sonet Records: City Without Walls (1985) y Kettle Drum Blues (1987).

## Nueva época (1992-presente)
A mediados de 1991 la canción “Driver’s Seat”, que por aquel entonces ya tenía 13 años, fue número uno en Holanda al utilizarse en una campaña publicitaria europea de un electrodoméstico. Tras una década de inactividad, Sniff 'n' The Tears resurgió inesperadamente en 1992. Roberts aprovechó para dar una nueva composición al grupo y llevó a Sniff 'n' The Tears de gira por Holanda y Alemania. Sniff ‘n’ The Tears se componía ahora de Roberts, Davidson y tres nuevos: Jeremy Meek al bajo, Steve Jackson a la batería y Andy Giddings en los teclados. Estos cinco grabaron un nuevo álbum de estudio en 1992, No Damage Done, tras diez años de silencio de Sniff ‘n’ The Tears.
“Driver’s Seat" tuvo un papel destacado en la banda sonora de la película Boogie Nights, a raíz de lo cual tuvo un nuevo auge de popularidad. Sin embargo, la mayoría de las emisoras de radio pusieron la versión de 1991 en lugar de la original. En el siguiente álbum del grupo, Underground (Clandestino), Roberts cantó y tocó la guitarra, la mandolina, la armónica, los teclados, el bajo, la batería y además programó música. Sin embargo, un antiguo componente del grupo, Les Davidson, también tocó la guitarra y el nuevo miembro Robin Langridge tocó la mayor parte de los teclados.
Después de otro prolongado silencio el grupo sacó su séptimo álbum, Downstream (Río abajo), en febrero de 2011. Actualmente la composición oficial del grupo es: Paul Roberts (cantante, guitarra, bajo y teclados), Les Davidson (guitarras), Robin Langridge (teclados), el antiguo miembro Nick South (bajo) y el nuevo miembro Richard Marcangelo (batería). Este último había sido músico de estudio en la grabación de The Game's Up.
Actualmente Chris Birkin es profesor de matemáticas en un colegio de Suffolk (Inglaterra).

## Discografía

### Álbumes
| Año  | Álbum            | R. U. | Canadá | EE. UU. |
| ---- | ---------------- | ----- | ------ | ------- |
| 1979 | Fickle Heart     | -     | 43     | 35      |
| 1980 | The Game's Up    | -     | 77     | -       |
| 1981 | Love/Action      | -     | -      | 192     |
| 1982 | Ride Blue Divide | -     | -      | -       |
| 1992 | No Damage Done   | -     | -      | -       |
| 2001 | Underground      | -     | -      | -       |
| 2011 | Downstream       | -     | -      | -       |

### Sencillos
| Año  | Canción                                                 | UK Singles Chart | Canadá (RPM) | Netherlands | US Hot 100 |
| ---- | ------------------------------------------------------- | ---------------- | ------------ | ----------- | ---------- |
| 1978 | "New Lines on Love"                                     | -                | -            | -           | -          |
| 1978 | "Driver's Seat"                                         | 42               | 17           | 8           | 15         |
| 1980 | "Poison Pen Mail"                                       | -                | -            | -           | -          |
| 1980 | "Rodeo Drive"                                           | -                | -            | -           | -          |
| 1980 | "One Love"                                              | -                | -            | 38          | -          |
| 1981 | "That Final Love"                                       | -                | -            | -           | -          |
| 1981 | "The Driving Beat"                                      | -                | -            | -           | -          |
| 1982 | "Hungry Eyes"                                           | -                | -            | -           | -          |
| 1982 | "Como El Fuego Salvaje (Like Wildfire)" (Spain release) | -                | -            | -           | -          |
| 1982 | "Ojos Hambrientos" (Spain release)                      | -                | -            | -           | -          |
| 1991 | "Driver's Seat" (reissue)                               | -                | -            | 1           | -          |

## Músicos
- Paul Roberts (cantante, guitarra acústica) 1978–*,**
- Loz Netto (guitarra) 1978*
- Chris Birkin (bajo) 1978-1979*
- Mick Dyche (guitarra) 1978–80*
- Les Davidson (guitarra, coro) 1981–1992, 2001–
- Nick South (bajo) 1980–81
- Jeremy Meek (bajo) 1992
- Luigi Salvoni (batería) 1978, volvió al grupo brevemente en 1992
- Jamie Lane (batería) 1981–82
- Steve Jackson (batería) 1992
- Alan Fealdman - (teclados) 1978*
- Mike Taylor - (teclados) 1980–81
- Andy Giddings - (teclados) 1992
- Robin Langridge - (teclados) 2001
- Keith Miller - (sintetizador) 1978*

### Músicos invitados
- Rick Fenn (guitarra) 1981–82

* = participó en "Driver's Seat"
** = en 2001, bajo, mandolina y teclados